# Prison Architect 2
Prison Architect 2 es un próximo videojuego de simulación de gestión y construcción de prisiones privadas desarrollado por Double Eleven y publicado por Paradox Interactive. Es una secuela de Prison Architect y contaría con un juego completo en 3D. El lanzamiento del juego está previsto para Microsoft Windows, PlayStation 5 y Xbox Series X/S el 7 de mayo de 2024.

## Jugabilidad
Prison Architect 2 es un juego desarrollado completamente en 3D. Esta es una diferencia de su predecesor, que era un juego 2D de arriba hacia abajo con un modo 3D parcial. El juego permitiría a los jugadores construir prisiones en varios pisos.

## Desarrollo y lanzamiento
El juego se anunció en enero de 2024 por Paradox Interactive, quien adquirió el título de Introversion Software en 2019. El juego es desarrollado por Double Eleven, quien asumió la tarea de desarrollo de la primera entrega después de la adquisición. Inicialmente fue  programado para su lanzamiento el 26 de marzo de 2024, los desarrolladores anunciaron un retraso para "corregir más errores y optimizar aún más el juego para todas las plataformas". El juego se lanzará en Microsoft Windows, PlayStation 5 y Xbox Series X/S el 7 de mayo de 2024.